# Simulium neoviceps
Simulium neoviceps är en tvåvingeart som beskrevs av Craig 1987. Simulium neoviceps ingår i släktet Simulium och familjen knott. Inga underarter finns listade i Catalogue of Life.